# When I Find Love Again
When I Find Love Again – utwór brytyjskiego wokalisty Jamesa Blunta. Wydany został 9 września 2014 roku przez wytwórnię płytową Atlantic Records jako czwarty singel z jego czwartego albumu studyjnego, zatytułowanego Moon Landing. Twórcami tekstu utworu są Benjamin Levin, Ammar Malik, Ross Golan, Dan Omelio, Charlotte Aitchison oraz Steve Mac, który wraz z Bennym Blanco zajęli się jego produkcją. Do singla nakręcono także teledysk, a jego reżyserią zajął się Vaughan Arnell. „When I Find Love Again” zadebiutował na 38. pozycji w Australii, docierając tam tydzień później na 27. miejsce.

## Pozycje na listach przebojów
| Kraj            | Lista (2014)            | Pozycja |
| --------------- | ----------------------- | ------- |
| Australia       | Top 50 Singles          | 27      |
| Austria         | Singles Top 75          | 44      |
| Niemcy          | Top 100 Singles         | 78      |
| Szkocja         | Scottish Singles Top 40 | 38      |
| Szwajcaria      | Singles Top 75          | 59      |
| Wielka Brytania | Singles Top 100         | 78      |